# مرد عنکبوتی نوآر
مرد عنکبوتی نوآر (به انگلیسی: Spider-Man Noir) ابرقهرمانی است که در کتاب‌های کمیک آمریکایی منتشر شده توسط مارول کامیکس حضور دارد. این شخصیت، یکی از نسخه‌های جایگزین مرد عنکبوتی و برداشتی با مضمون نوآر از مرد عنکبوتی است که در نسخه‌ای از نیویورک در طول بحران رکود بزرگ ظاهر می‌شود.

## فیلم
- پیتر پارکر / مرد عنکبوتی نوآر در مرد عنکبوتی: به درون دنیای عنکبوتی با صداپیشگی نیکلاس کیج[۱]
- در دنیای سینمایی مارول (MCU) در مرد عنکبوتی: دور از خانه[۲] پیتر پارکر در نبرد با مالتن من در پراگ، پس از پوشیدن کت و شلواری در بین مردم به عنوان «میمون شب» شناخته می‌شود، نامی که توسط دوستش ند لیدز ساخته شده‌است.[۳]
- پیتر پارکر / مرد عنکبوتی نوآر در مرد عنکبوتی: در میان دنیای عنکبوتی با صدای آرشیوی از نیکلاس کیج